# Vasa marsch
Vasa marsch (finska: Vaasan marssi) är landskapssång för Södra Österbotten och Österbotten, komponerad av Karl Collan. Svensk text är skriven av Zacharias Topelius och den finska översättningen av Alpo Noponen.
Sången skrevs och komponerades ursprungligen för Vasa övningsskola och hade då titeln Wasa Gymnasisters Sång. Texten publicerades första gången 1864, då under namnet Wasa Marsch. Marschen blev sedermera mycket populär och texten översattes till finska av Alpo Noponen 1898. Därefter kunde sången sjungas vid finska skolor och blev landskapssång för Södra Österbotten och Österbotten.

## Inspelningar (urval)[2]
- Abraham Ojanperä, 1906
- Juho Koskelo med orkester, 1911